# Kenneth McKellar (chanteur)
Pour les articles homonymes, voir McKellar.
Kenneth McKellar (né le 23 juin 1927 à Paisley, mort le 9 avril 2010 au lac Tahoe) est un chanteur écossais.

## Biographie
McKellar étudie la gestion forestière à l'université d'Aberdeen et fait des stages au sein de la Commission des forêts du Royaume-Uni. Il suit plus tard une formation de chanteur d'opéra au Royal College of Music. Il n'apprécie pas sa présence dans la Compagnie d'opéra Carl-Rosa (en) et poursuit une carrière en chantant des chansons écossaises traditionnelles et d'autres œuvres.
De 1959 à 1977, il se produit régulièrement aux États-Unis et au Canada avec d’autres artistes écossais tels que Helen McArthur, le plus souvent dans de petites salles locales.
À partir de 1957, il a joué chaque année dans des pantomimes innovantes de Howard & Wyndham Ltd, notamment au Théâtre de l'Alhambra de Glasgow (en). En 1958-1959, il interprète Jacob Bray dans une reprise réussie d’Old Chelsea de Richard Tauber, aux côtés de Vanessa Lee et Peter Graves. Pendant une décennie à partir de 1960, il joue le rôle principal de Jamie dans les nouvelles pantomimes imaginées autour de lui, à commencer par A Wish For Jamie, puis A Love For Jamie, présenté à l’Alhambra tous les cinq ans, accompagné de Rikki Fulton et aussi à Edimbourg, Aberdeen et Newcastle.
McKellar fait une tournée en Nouvelle-Zélande en 1964. À plusieurs reprises dans les années 1960 et 1970, il participe au programme de célébration de la BBC Television du Hogmanay aux côtés de Jimmy Shand, Andy Stewart et Moira Anderson. Il fait plusieurs apparitions dans l'émission de variétés The White Heather Club. Sa dernière participation pour le Hogmanay est en 1991 sur STV.
En 1965, la BBC choisit Kenneth McKellar pour représenter le Royaume-Uni au Concours Eurovision de la chanson 1966 au Luxembourg. Il interprète cinq titres parmi lesquels les téléspectateurs choisissent A Man Without Love. Lors de sa prestation, McKellar porte le kilt traditionnel écossais. À la fin du vote, la chanson obtient huit points (cinq de l'Irlande et trois du Luxembourg) et finit à la 9e place, ce qui est alors le plus mauvais résultat du Royaume-Uni.
La chanson sort en single en mars 1966 et atteint la 30e place des ventes. Ses albums The World of Kenneth McKellar (1969) et Ecco Di Napoli (1970) sont présents dix semaines dans l'UK Albums Chart. Il enregistre un album en afrikaans Kuier By Ons qui sort juste avant sa tournée en Afrique du Sud en octobre 1970.
Le 31 décembre 1973, la première station de radio commerciale écossaise, Radio Clyde, commence à émettre à Glasgow. Le premier disque est Song of the Clyde chanté par Kenneth McKellar. Le même enregistrement figure dans le film Billy le menteur sorti en 1963.
McKellar vit à Lenzie, dans la villa Machrie Mhor.
En dehors de la musique, McKellar écrit un sketch interprété par les Monty Python lors du The Secret Policeman's Ball en 1979. C'est le seul sketch écrit par un non-membre qu'ils interprètent.
McKellar réalise la majorité de ses enregistrements pour le label Decca Records. Il enregistre plusieurs œuvres classiques, dont le Messie de Handel avec Joan Sutherland sous la direction d'Adrian Boult. Après avoir quitté Decca dans les années 1970, il enregistre de 1983 à 1996 pour Lismore Records plusieurs albums avant de prendre sa retraite à la fin des années 1990. Il enregistre la comédie musicale Kismet avec Robert Merrill.
Il est également connu pour ses enregistrements de chansons gaéliques traduites comme Songs of the Hebrides dans les arrangements de Marjory Kennedy-Fraser.
McKellar meurt du cancer du pancréas à l'âge de 82 ans au domicile de sa fille près du lac Tahoe aux États-Unis le 9 avril 2010. Ses funérailles ont lieu à Paisley.